# Jesalenses
Les Jesalenses sont les membres d'une tribu berbère de l'Antiquité qui occupait les montagnes aux alentours d'Auzia, en Kabylie.

## Géographie

### Localisation
La tribu occupait la région aux alentours de la ville d'Auzia, actuelle Sour El Ghozlane.

## Histoire
Elle était l'une des 5 tribus qui constituaient la confédération des Quinquegentiens.